# Valley (Németország)
Valley település Németországban, azon belül Bajorországban. Lakosainak száma 3446 fő (2023. december 31.). Valley Holzkirchen, Warngau, Aying, Weyarn és Feldkirchen-Westerham községekkel határos.

## Népesség
A település népessége az elmúlt években az alábbi módon változott:
| Lakosok száma | 931  | 2084 | 1796 | 2199 | 2981 | 3122 | 3263 | 3312 | 3305 | 3446 |
|               | 1875 | 1950 | 1975 | 1987 | 2012 | 2014 | 2016 | 2017 | 2021 | 2023 |